# Gare d'Aktioubé
La gare d'Aktioubé (kazakh : Ақтөбе теміржол вокзалы) est une gare ferroviaire du Kazakhstan, située à proximité du centre de la ville d'Aktioubé dans la province de l'Oblys d'Aktioubé.

### Accueil

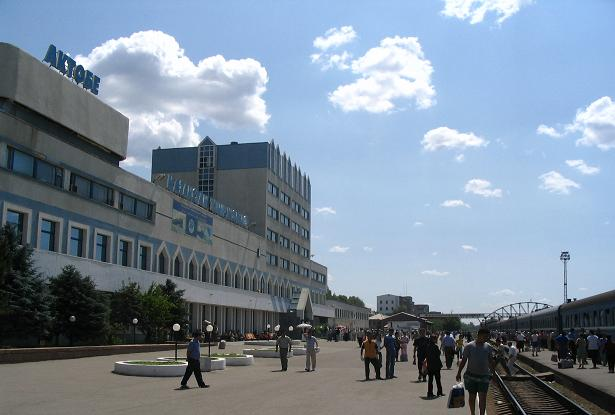
Bâtiment, voies et quais.